# Oceania (sång)
"Oceania" är en låt inspelad av den isländska sångerskan Björk på albumet Medúlla (2004), skriven tillsammans med Sjón. Låten, som skrevs för Olympiska sommarspelen 2004, var planerad att släppas som albumets första singel men gavs endast ut som promosingel. Då sången spelades vid de Olympiska sommarspelen drogs ett stort tygstycke över huvudena på de samlade idrottsmännen i stadion. Vid slutet av sången projecerades en världskarta på tyget.Låten är producerad av Björk och Mark Bell. Låten nådde #26 på den brittiska singellistan. 
Musikvideon till låten regisserades av den brittiske regissören/animatören LynnFox.

## Låtlista
Promo CD (One Little Indian; 443TP7CDP)
1. "Oceania" – 3:24
2. "Oceania" (Radio Mix featuring Kelis) – 2:55